# Goo Goo Dolls
Goo Goo Dolls er et amerikansk rock band, der blev dannet i 1987 i Buffalo, New York af John Rzeznik og Robby Takac. I 2009 havde Goo Goo Dolls solgt mere end ni million plader alene i USA.[kilde mangler]
Bandet har gennem tiderne haft skiftende besætning.
Det selvbetitlede debutalbum Goo Goo Dolls udkom i 1987 på Mercenary Records. Gruppens andet album Jed udkom 1989. 
Gruppen er især kendt for hittet "Iris" fra soundtracket City of Angels: Music from the Motion Picture til filmen City of Angels fra 1998.

## Diskografi
- 1987 Goo Goo Dolls
- 1989 Jed'
- 1990 Hold Me Up
- 1993 Superstar Car Wash
- 1995 A Boy Named Goo
- 1998 Dizzy Up the Girl
- 2002 Gutterflower
- 2006 Let Love In
- 2010 Something for the Rest of Us
- 2013 Magnetic
- 2016 Boxes
- 2019 Miracle Pill
- 2020 It’s Christmas All Over